# Europaspiele 2015/Teilnehmer (Deutschland)
| Gelbes Symbol für Goldmedaillen mit stilisierten Olympischen Ringen | Graues Symbol für Silbermedaillen mit stilisierten Olympischen Ringen | Braundes Symbol für Bronzemedaillen mit stilisierten Olympischen Ringen |
| ------------------------------------------------------------------- | --------------------------------------------------------------------- | ----------------------------------------------------------------------- |
| 16                                                                  | 17                                                                    | 33                                                                      |

Am 23. April 2015 gab der DOSB die Nominierung für die Europaspiele 2015 bekannt, die vom 12. bis 28. Juni 2015 in Baku stattfanden. Am 9. Juni 2015 gab der DOSB letzte Änderungen in seinem Aufgebot bekannt. Dadurch wurde die Mannschaft auf 265 Athleten geschrumpft, da bei den Wasserspringern nicht alle Plätze ausgenutzt wurden. Fahnenträger war Fabian Hambüchen. In den Ergebnislisten standen zum Schluss 268 Sportler.
Trampolinturnerin Silva Müller und Fechter Jörg Fiedler verzichteten kurz vor Beginn ihrer Wettkämpfe verletzungsbedingt auf einen Start und die Anreise nach Baku.

## Badminton
| Athleten                      | Wettbewerb | Gruppenphase                                 | Gruppenphase        | Gruppenphase | Gruppenphase | Achtelfinale | Achtelfinale | Viertelfinale                   | Viertelfinale       | Halbfinale                    | Halbfinale          | Finale | Finale   | Rang   |
| Athleten                      | Wettbewerb | Gegner                                       | Ergebnis            | Punkte       | Rang         | Gegner       | Ergebnis     | Gegner                          | Ergebnis            | Gegner                        | Ergebnis            | Gegner | Ergebnis | Rang   |
| ----------------------------- | ---------- | -------------------------------------------- | ------------------- | ------------ | ------------ | ------------ | ------------ | ------------------------------- | ------------------- | ----------------------------- | ------------------- | ------ | -------- | ------ |
| Frauen                        |            |                                              |                     |              |              |              |              |                                 |                     |                               |                     |        |          |        |
| Fabienne Deprez               | Einzel     | Nicole Ankli                                 | 21:0, 21:0          | 2            | 3            | –            | –            | –                               | –                   | –                             | –                   | –      | –        |        |
| Fabienne Deprez               | Einzel     | Delphine Lansac                              | 15:21, 21:12, 13:21 | 2            | 3            | –            | –            | –                               | –                   | –                             | –                   | –      | –        |        |
| Fabienne Deprez               | Einzel     | Petja Nedeltschewa                           | 12:21, 22:24        | 2            | 3            | –            | –            | –                               | –                   | –                             | –                   | –      | –        |        |
| Carola Bott, Jennifer Karnott | Doppel     | Kristin Kuuba, Helina Rüütel                 | 21:12, 16:21, 21:17 | 4            | 2            | –            | –            | Gabriela Stoewa, Stefani Stoewa | 11:21, 10:21        | –                             | –                   | –      | –        |        |
| Carola Bott, Jennifer Karnott | Doppel     | Lena Grebak, Maria Helsbøl                   | 17:21, 9:21         | 4            | 2            | –            | –            | Gabriela Stoewa, Stefani Stoewa | 11:21, 10:21        | –                             | –                   | –      | –        |        |
| Carola Bott, Jennifer Karnott | Doppel     | Alessja Sajzawa, Anastassija Tscharnjauskaja | 21:7, 21:10         | 4            | 2            | –            | –            | Gabriela Stoewa, Stefani Stoewa | 11:21, 10:21        | –                             | –                   | –      | –        |        |
| Männer                        |            |                                              |                     |              |              |              |              |                                 |                     |                               |                     |        |          |        |
| Dieter Domke                  | Einzel     | Raul Must                                    | 21:23, 13:21        | 4            | 1            | Eetu Heino   | 21:17, 21:14 | Petr Koukal                     | 21:18, 17:21, 21:18 | Emil Holst                    | 14:21, 15:21        | –      | –        | Bronze |
| Dieter Domke                  | Einzel     | Iztok Utroša                                 | 21:8, 21:18         | 4            | 1            | Eetu Heino   | 21:17, 21:14 | Petr Koukal                     | 21:18, 17:21, 21:18 | Emil Holst                    | 14:21, 15:21        | –      | –        | Bronze |
| Dieter Domke                  | Einzel     | Pablo Abián                                  | 21:17, 21:17        | 4            | 1            | Eetu Heino   | 21:17, 21:14 | Petr Koukal                     | 21:18, 17:21, 21:18 | Emil Holst                    | 14:21, 15:21        | –      | –        | Bronze |
| Raphael Beck, Andreas Heinz   | Doppel     | Zvonimir Đurkinjak, Zvonimir Hölbling        | 20:22, 21:16, 21:15 | 6            | 1            | –            | –            | Miłosz Bochat, Paweł Pietryja   | 21:18, 13:21, 21:12 | Mathias Boe, Carsten Mogensen | 18:21, 17:21        | –      | –        | Bronze |
| Raphael Beck, Andreas Heinz   | Doppel     | Giovanni Greco, Rosario Maddaloni            | 21:14, 21:6         | 6            | 1            | –            | –            | Miłosz Bochat, Paweł Pietryja   | 21:18, 13:21, 21:12 | Mathias Boe, Carsten Mogensen | 18:21, 17:21        | –      | –        | Bronze |
| Raphael Beck, Andreas Heinz   | Doppel     | Povilas Bartušis, Alan Plavin                | 21:10, 21:13        | 6            | 1            | –            | –            | Miłosz Bochat, Paweł Pietryja   | 21:18, 13:21, 21:12 | Mathias Boe, Carsten Mogensen | 18:21, 17:21        | –      | –        | Bronze |
| Mixed                         |            |                                              |                     |              |              |              |              |                                 |                     |                               |                     |        |          |        |
| Raphael Beck, Kira Kattenbeck | Doppel     | Gaëtan Mittelheisser, Audrey Fontaine        | 15:21, 16:21        | 4            | 2            | –            | –            | Witali Durkin, Nina Wislowa     | 21:16, 21:19        | Niclas Nøhr, Sara Thygesen    | 21:17, 10:21, 15:21 | –      | –        | Bronze |
| Raphael Beck, Kira Kattenbeck | Doppel     | Giovanni Greco Petros Tentas, Eirini Tenta   | 21:11, 21:6         | 4            | 2            | –            | –            | Witali Durkin, Nina Wislowa     | 21:16, 21:19        | Niclas Nøhr, Sara Thygesen    | 21:17, 10:21, 15:21 | –      | –        | Bronze |
| Raphael Beck, Kira Kattenbeck | Doppel     | Gergely Krausz, Laura Sárosi                 | 21:10, 21:15        | 4            | 2            | –            | –            | Witali Durkin, Nina Wislowa     | 21:16, 21:19        | Niclas Nøhr, Sara Thygesen    | 21:17, 10:21, 15:21 | –      | –        | Bronze |

## Bogenschießen
| Athleten                    | Wettbewerb | Platzierungsrunde | Platzierungsrunde | 1. Runde (64er)  | 1. Runde (64er) | 2. Runde (32er)   | 2. Runde (32er) | Achtelfinale           | Achtelfinale | Viertelfinale | Viertelfinale | Halbfinale       | Halbfinale | Finale     | Finale   | Rang  |
| Athleten                    | Wettbewerb | Ringe             | Rang              | Gegner           | Ergebnis        | Gegner            | Ergebnis        | Gegner                 | Ergebnis     | Gegner        | Ergebnis      | Gegner           | Ergebnis   | Gegner     | Ergebnis | Rang  |
| --------------------------- | ---------- | ----------------- | ----------------- | ---------------- | --------------- | ----------------- | --------------- | ---------------------- | ------------ | ------------- | ------------- | ---------------- | ---------- | ---------- | -------- | ----- |
| Frauen                      |            |                   |                   |                  |                 |                   |                 |                        |              |               |               |                  |            |            |          |       |
| Elena Richter               | Einzel     | 644               | 11                | Anete Kreicberga | 6 : 0           | Hanna Marussawa   | 6 : 2           | Guendalina Sartori     | 4 : 6        | –             | –             | –                | –          | –          | –        | 9–16  |
| Lisa Unruh                  | Einzel     | 662               | 1                 | –                | –               | Adriana Żurańska  | 7 : 1           | Elena Tonetta          | 2 : 6        | –             | –             | –                | –          | –          | –        | 9–16  |
| Karina Winter               | Einzel     | 646               | 9                 | Iliana Deineko   | 6 : 0           | Begünhan Ünsal    | 6 : 5           | Natalja Erdynijewa     | 7 : 1        | Elena Tonetta | 7 : 1         | Evangelia Psarra | 6 : 2      | Maja Jagar | 6 : 2    | Gold  |
| Mannschaft                  | Mannschaft | 1952              | 1                 | –                | –               | –                 | –               | Aserbaidschan          | 6 : 0        | Belarus       | 2 : 6         | –                | –          | –          | –        | 5–8   |
| Männer                      |            |                   |                   |                  |                 |                   |                 |                        |              |               |               |                  |            |            |          |       |
| Florian Kahllund            | Einzel     | 674               | 5                 | Marvin Grischke  | 6 : 0           | Antonio Fernández | 6 : 4           | Miguel Alvariño García | 3 : 7        | –             | –             | –                | –          | –          | –        | 9–16  |
| Simon Nesemann              | Einzel     | 654               | 30                | Jawor Christow   | 2 : 6           | –                 | –               | –                      | –            | –             | –             | –                | –          | –          | –        | 33–64 |
| Christian Weiss             | Einzel     | 657               | 27                | Andreas Skalberg | 6 : 2           | Pierre Plihon     | 4 : 6           | –                      | –            | –             | –             | –                | –          | –          | –        | 17–32 |
| Mannschaft                  | Mannschaft | 1985              | 6                 | –                | –               | –                 | –               | Norwegen               | 5 : 1        | Frankreich    | 3 : 5         | –                | –          | –          | –        | 5–8   |
| Mixed                       |            |                   |                   |                  |                 |                   |                 |                        |              |               |               |                  |            |            |          |       |
| Lisa Unruh Florian Kahllund | Team       | 1336              | 2                 | –                | –               | –                 | –               | Slowenien              | 2 : 6        | –             | –             | –                | –          | –          | –        | 9–16  |

## Boxen
| Athleten        | Wettbewerb                    | 1. Runde (32er) | 1. Runde (32er) | Achtelfinale               | Achtelfinale | Viertelfinale    | Viertelfinale | Halbfinale           | Halbfinale | Finale | Finale   | Rang   |
| Athleten        | Wettbewerb                    | Gegner          | Ergebnis        | Gegner                     | Ergebnis     | Gegner           | Ergebnis      | Gegner               | Ergebnis   | Gegner | Ergebnis | Rang   |
| --------------- | ----------------------------- | --------------- | --------------- | -------------------------- | ------------ | ---------------- | ------------- | -------------------- | ---------- | ------ | -------- | ------ |
| Frauen          |                               |                 |                 |                            |              |                  |               |                      |            |        |          |        |
| Ornella Wahner  | Fliegengewicht bis 51 kg      | –               | –               | –                          | –            | Elif Coşkun      | 0:3           | –                    | –          | –      | –        |        |
| Azize Nimani    | Bantamgewicht bis 54 kg       | –               | –               | Delphine Mancini           | 2:0          | Iulia Coroli     | 3:0           | Marzia Davide        | 1:2        | –      | –        | Bronze |
| Tasheena Bugar  | Leichtgewicht bis 60 kg       | –               | –               | Lilia Venglovscaia         | 3:0          | Jelena Jelić     | 3:0           | Estelle Mossely      | 0:3        | –      | –        | Bronze |
| Cindy Rogge     | Leichtweltergewicht bis 64 kg | –               | –               | Sandy Ryan                 | 0:3          | –                | –             | –                    | –          | –      | –        |        |
| Sarah Scheurich | Mittelgewicht bis 75 kg       | –               | –               | Ana Patrascu               | 3:0          | Sema Çalışkan    | 2:1           | Nouchka Fontijn      | 0:3        | –      | –        | Bronze |
| Männer          |                               |                 |                 |                            |              |                  |               |                      |            |        |          |        |
| Serge Neumann   | Leichtgewicht bis 49 kg       | –               | –               | –                          | –            | Dmytro Samotajew | 0:3           | –                    | –          | –      | –        |        |
| Hamza Touba     | Fliegengewicht bis 52 kg      | –               | –               | Ihor Sopinskyj             | 3:0          | Wassili Wetkin   | 2:1           | Elvin Məmişzadə      | 0:3        | –      | –        | Bronze |
| Omar El-Hag     | Bantamgewicht bis 56 kg       | –               | –               | Márk Szőrös                | 3:0          | Qais Ashfaq      | 0:3           | –                    | –          | –      | –        |        |
| Atdhe Gashi     | Leichtgewicht bis 60 kg       | Yasin Yılmaz    | TKO             | –                          | –            | –                | –             | –                    | –          | –      | –        |        |
| Kastriot Sopa   | Halbweltergewicht bis 64 kg   | –               | –               | Irakli Melikischwili       | 3:0          | Dean Walsh       | 3:0           | Vincenzo Mangiacapre | 0:3        | –      | –        | Bronze |
| Abass Baraou    | Weltergewicht bis 69 kg       | –               | –               | Andrei Hartsenko           | 3:0          | Pərviz Bağırov   | 0:3           | –                    | –          | –      | –        |        |
| Denis Radovan   | Mittelgewicht bis 75 kg       | –               | –               | Maxim Koptjakow            | 0:3          | –                | –             | –                    | –          | –      | –        |        |
| Igor Teziev     | Halbschwergewicht bis 81 kg   | Petru Ciobanu   | 3:0             | Boško Drašković            | 3:0          | Pawel Siljagin   | 0:3           | –                    | –          | –      | –        |        |
| Albon Pervizaj  | Schwergewicht bis 91 kg       | Victor Ialimov  | 3:0             | Jim Hassenteufel Andreasen | 3:0          | Sadam Magomedow  | 0:3           | –                    | –          | –      | –        |        |
| Max Keller      | Superschwergewicht über 91 kg | –               | –               | Ali Demirezen              | 0:3          | –                | –             | –                    | –          | –      | –        |        |

## Fechten
| Athleten            | Wettbewerb         | Gruppenphase | Gruppenphase | 1. Runde (32er)        | 1. Runde (32er) | Achtelfinale        | Achtelfinale | Viertelfinale          | Viertelfinale | Halbfinale / Klassifikation | Halbfinale / Klassifikation | Finale / Platzierung | Finale / Platzierung | Rang   |
| Athleten            | Wettbewerb         | Bilanz       | Platzierung  | Gegner                 | Ergebnis        | Gegner              | Ergebnis     | Gegner                 | Ergebnis      | Gegner                      | Ergebnis                    | Gegner               | Ergebnis             | Rang   |
| ------------------- | ------------------ | ------------ | ------------ | ---------------------- | --------------- | ------------------- | ------------ | ---------------------- | ------------- | --------------------------- | --------------------------- | -------------------- | -------------------- | ------ |
| Frauen              |                    |              |              |                        |                 |                     |              |                        |               |                             |                             |                      |                      |        |
| Britta Heidemann    | Degen Einzel       | 4:2 Siege    | 2            | Tatjana Andrjuschina   | 14:15           | –                   | –            | –                      | –             | –                           | –                           | –                    | –                    |        |
| Carolin Golubytskyi | Florett Einzel     | 3:2 Siege    | 2            | Franziska Schmitz      | 15:9            | Natalia Sheppard    | 13:12        | Alice Volpi            | 5:15          | –                           | –                           | –                    | –                    |        |
| Eva Hampel          | Florett Einzel     | 5:0 Siege    | 1            | Freilos                | Freilos         | Chiara Cini         | 15:12        | Valentina Cipriani     | 11:15         | –                           | –                           | –                    | –                    |        |
| Anne Sauer          | Florett Einzel     | 4:1 Siege    | 1            | Julie Huin             | 15:7            | Delila Hatuel       | 15:8         | Jana Alborowa          | 11:15         | –                           | –                           | –                    | –                    |        |
| Franziska Schmitz   | Florett Einzel     | 2:3 Siege    | 5            | Carolin Golubytskyi    | 9:15            | –                   | –            | –                      | –             | –                           | –                           | –                    | –                    |        |
| Florett Mannschaft  | Florett Mannschaft | –            | –            | –                      | –               | –                   | –            | Polen                  | 43:45         | –                           | –                           | Ungarn               | 45:29                | 5      |
| Anna Limbach        | Säbel Einzel       | 4:1 Siege    | 1            | Sofia Ciaraglia        | 15:11           | Alina Komaschtschuk | 8:15         | –                      | –             | –                           | –                           | –                    | –                    |        |
| Männer              |                    |              |              |                        |                 |                     |              |                        |               |                             |                             |                      |                      |        |
| Georg Dörr          | Florett Einzel     | 3:2 Siege    | 3            | Mark Perelmann         | 15:8            | Alexei Chowanski    | 15:10        | Francesco Ingargiola   | 11:15         | –                           | –                           | –                    | –                    |        |
| Alexander Kahl      | Florett Einzel     | 3:2 Siege    | 4            | Dmitri Scherebtschenko | 11:15           | –                   | –            | –                      | –             | –                           | –                           | –                    | –                    |        |
| Mark Perelmann      | Florett Einzel     | 3:2 Siege    | 3            | Georg Dörr             | 8:15            | –                   | –            | –                      | –             | –                           | –                           | –                    | –                    |        |
| Niklas Uftring      | Florett Einzel     | 2:3 Siege    | 4            | Vincent Simon          | 5:15            | –                   | –            | –                      | –             | –                           | –                           | –                    | –                    |        |
| Florett Mannschaft  | Florett Mannschaft | –            | –            | –                      | –               | –                   | –            | Vereinigtes Königreich | 26:45         | –                           | –                           | Polen                | 45:24                | 5      |
| Richard Hübers      | Säbel Einzel       | 4:1 Siege    | 2            | Martin Singer          | 15:8            | Alin Badea          | 12:15        | –                      | –             | –                           | –                           | –                    | –                    |        |
| Björn Hübner        | Säbel Einzel       | 2:3 Siege    | 5            | Aljaksandr Bujkewitsch | 6:15            | –                   | –            | –                      | –             | –                           | –                           | –                    | –                    |        |
| Maximilian Kindler  | Säbel Einzel       | 4:1 Siege    | 1            | Freilos                | Freilos         | Luigi Miracco       | 13:15        | –                      | –             | –                           | –                           | –                    | –                    |        |
| Robin Schrödter     | Säbel Einzel       | 1:4 Siege    | 5            | Iulian Teodosiu        | 12:15           | –                   | –            | –                      | –             | –                           | –                           | –                    | –                    |        |
| Säbel Mannschaft    | Säbel Mannschaft   | –            | –            | –                      | –               | –                   | –            | –                      | –             | Rumänien                    | 44:45                       | Russland             | 45:44                | Bronze |

## Judo
| Athleten | Wettbewerb               | 1. Runde        | 1. Runde  | 2. Runde             | 2. Runde  | Achtelfinale         | Achtelfinale | Viertelfinale          | Viertelfinale | Hoffnungsrunde Halbfinale | Hoffnungsrunde Halbfinale | Halbfinale                  | Halbfinale | Hoffnungsrunde Finale | Hoffnungsrunde Finale | Finale / Kampf um Bronze | Finale / Kampf um Bronze | Rang   |
| Athleten | Wettbewerb               | Gegner          | Ergebnis  | Gegner               | Ergebnis  | Gegner               | Ergebnis     | Gegner                 | Ergebnis      | Gegner                    | Ergebnis                  | Gegner                      | Ergebnis   | Gegner                | Ergebnis              | Gegner                   | Ergebnis                 | Rang   |
| --- | ------------------------ | --------------- | --------- | -------------------- | --------- | -------------------- | ------------ | ---------------------- | ------------- | ------------------------- | ------------------------- | --------------------------- | ---------- | --------------------- | --------------------- | ------------------------ | ------------------------ | ------ |
| Frauen |                          |                 |           |                      |           |                      |              |                        |               |                           |                           |                             |            |                       |                       |                          |                          |        |
| Mareen Kräh | Klasse bis 52 kg         | –               | –         | –                    | –         | Laura Gómez          | 0001-0002    | Tetjana Lewyzka        | 0010-0001     | –                         | –                         | Andreea Chițu               | 0000-1001  | –                     | –                     | Larisa Florian           | 100-000                  | Bronze |
| Miryam Roper | Klasse bis 57 kg         | –               | –         | –                    | –         | Iwelina Iliewa       | 0100-0000    | Hedvig Karakas         | 0001-1001     | Corina Căprioriu          | 0002-0003                 | –                           | –          | Automne Pavia         | 1000-0001             | –                        | –                        | Bronze |
| Viola Wächter | Klasse bis 57 kg         | –               | –         | Arleta Podolak       | 1001-0000 | Sabrina Filzmoser    | 0011-1001    | –                      | –             | –                         | –                         | –                           | –          | –                     | –                     | –                        | –                        |        |
| Martyna Trajdos | Klasse bis 63 kg         | –               | –         | –                    | –         | Marijana Mišković    | 1000-0002    | Kathrin Unterwurzacher | 101-000       | –                         | –                         | Clarisse Agbegnenou         | 0000-0001  | –                     | –                     | Tina Trstenjak           | 101-000                  | Gold   |
| Szaundra Diedrich | Klasse bis 70 kg         | –               | –         | Lynn Mossong         | 0001-0002 | Gévrise Émane        | 1001-0113    | Sally Conway           | 100-000       | –                         | –                         | Kim Polling                 | 000-110    | –                     | –                     | Katarzyna Kłys           | 100-000                  | Bronze |
| Laura Vargas Koch | Klasse bis 70 kg         | –               | –         | –                    | –         | Lior Wildikan        | 1001-0000    | Juliane Robra          | 0110-0002     | –                         | –                         | Bernadette Graf             | 1120-0002  | –                     | –                     | Kim Polling              | 0001-1000                | Silber |
| Luise Malzahn | Klasse bis 78 kg         | –               | –         | –                    | –         | Daria Pogorzelec     | 0010-0011    | Guusje Steenhuis       | 1000-0001     | –                         | –                         | Anamari Klementina Velenšek | 0101-0002  | –                     | –                     | Marhinde Verkerk         | 000-010                  | Silber |
| Franziska Konitz | Klasse über 78 kg        | –               | –         | –                    | –         | Maryna Sluzkaja      | 0002-0000    | –                      | –             | –                         | –                         | –                           | –          | –                     | –                     | –                        | –                        |        |
| Jasmin Külbs | Klasse über 78 kg        | –               | –         | –                    | –         | Tessie Savelkouls    | 0001-0003    | Santa Pakenytė         | 1000-0001     | –                         | –                         | Maryna Sluzkaja             | 1000-0001  | –                     | –                     | Émilie Andéol            | 0000-1011                | Silber |
| Ramona Brussig | Klasse bis 57 kg (blind) | –               | –         | –                    | –         | –                    | –            | Gülhan Kılıç           | 0013-0003     | –                         | –                         | Inna Tschernjak             | 000-101    | –                     | –                     | Şerife Köseoğlu          | 110-000                  | Bronze |
| M. Kräh M. Roper M. Trajdos S. Diedrich L. Malzahn Viertelfinale: V. Wächter L. Vargas Koch F. Konitz Reserve: J. Külbs                          | Mannschaft               | –               | –         | –                    | –         | –                    | –            | Ungarn                 | 3:2           | –                         | –                         | Russland                    | 3:2        | –                     | –                     | Frankreich               | 1:4                      | Silber |
| Männer |                          |                 |           |                      |           |                      |              |                        |               |                           |                           |                             |            |                       |                       |                          |                          |        |
| Tobias Englmaier | Klasse bis 60 kg         | –               | –         | –                    | –         | Łukasz Kiełbasiński  | 1001-0000    | Beslan Mudranow        | 0012-0010     | Amiran Papinaschwili      | 0112-0000                 | –                           | –          | –                     | –                     | –                        | –                        |        |
| Sebastian Seidl | Klasse bis 66 kg         | –               | –         | Bence Zámbori        | 101-000   | Jasper Lefevere      | 1000-0001    | Michail Puljajew       | 000-100       | Dsmitryj Scherschan       | 1001-000X                 | –                           | –          | Sergiu Oleinic        | 0112-0000             | –                        | –                        | Bronze |
| Christopher Völk | Klasse bis 73 kg         | Jaromír Ježek   | 0002-1002 | –                    | –         | –                    | –            | –                      | –             | –                         | –                         | –                           | –          | –                     | –                     | –                        | –                        |        |
| Sven Maresch | Klasse bis 81 kg         | –               | –         | Cristian Bodîrlău    | 0001-0003 | Antonio Ciano        | 1001-0004    | Alan Chubezow          | 0002-0003     | –                         | –                         | Awtandil Tschrikischwili    | 0002-1000  | –                     | –                     | Loïc Pietri              | 0003-1003                |        |
| Alexander Wieczerzak | Klasse bis 81 kg         | Sveinbjörn Iura | 1001-0012 | Tomislav Marijanović | 100-000   | Uschangi Margiani    | 1001-0001    | Loïc Pietri            | 101-001       | –                         | –                         | Iwan Nifontow               | 0001-0011  | –                     | –                     | Aljaksandr Szjaschenka   | 0000-0002                | Bronze |
| Marc Odenthal | Klasse bis 90 kg         | –               | –         | Alon Sasson          | 1122-0001 | Ilias Iliadis        | 0002-0102    | –                      | –             | –                         | –                         | –                           | –          | –                     | –                     | –                        | –                        |        |
| Karl-Richard Frey | Klasse bis 100 kg        | –               | –         | –                    | –         | Michael Korrel       | 0102-0002    | Cyrille Maret          | 0004-1010     | Toma Nikiforov            | 001-100                   | –                           | –          | –                     | –                     | –                        | –                        |        |
| Dimitri Peters | Klasse bis 100 kg        | –               | –         | –                    | –         | Jakub Wójcik         | 100-000      | Henk Grol              | 0001-0011     | Frederik Jørgensen        | 100-000                   | –                           | –          | Cyrille Maret         | 0003-0010             | –                        | –                        |        |
| André Breitbarth | Klasse über 100 kg       | –               | –         | –                    | –         | Oleksandr Gordijenko | 1100-0001    | Marius Paškevičius     | 0001-1000     | Lewan Matiaschwili        | 0004-1001                 | –                           | –          | –                     | –                     | –                        | –                        |        |
| T. Englmaier, S. Seidl, S. Maresch, M. Odenthal, K.-R. Frey Viertelfinale + Hoffnungsrunde: C. Völk Hoffnungsrunde: A. Wieczerzak, A. Breitbarth | Mannschaft               | –               | –         | –                    | –         | –                    | –            | Ungarn                 | 2:3           | Tschechien                | 4:1                       | –                           | –          | Russland              | 2:3                   | –                        | –                        |        |

## Kanu
| Athleten | Wettbewerb | Vorlauf    | Vorlauf | Halbfinale | Halbfinale | Finale     | Finale | Rang   |
| Athleten | Wettbewerb | Zeit (min) | Rang    | Zeit (min) | Rang       | Zeit (min) | Rang   | Rang   |
| --- | ---------- | ---------- | ------- | ---------- | ---------- | ---------- | ------ | ------ |
| Frauen |            |            |         |            |            |            |        |        |
| Sabine Volz | K1 200 m   | 0:41,478   | 8       | 0:39,736   | 3          | 0:42,458   | 8      | 8      |
| Verena Hantl | K1 500 m   | 1:53,788   | 10      | 1:52,283   | 11         | 2:07,071   | 11     | 11     |
| Melanie Gebhardt | K1 5000 m  | -          | -       | -          | -          | DNF        | -      | -      |
| Sabine Volz Conny Waßmuth                                                                                                  | K2 200 m   | 0:38,055   | 6       | -          | -          | 0:38,638   | 7      | 7      |
| Franziska Weber Tina Dietze                                                                                                | K2 500 m   | 1:39,570   | 4       | -          | -          | 1:51,349   | 4      | 4      |
| Franziska Weber Conny Waßmuth Verena Hantl Tina Dietze                                                                     | K4 500 m   | 1:34,937   | 4       | -          | -          | 1:33,312   | 2      | Silber |
| Männer |            |            |         |            |            |            |        |        |
| Max Lemke | K1 200 m   | 0:36,079   | 14      | 0:35,335   | 10         | 0:37,075   | 13     | 13     |
| Max Hoff | K1 1000 m  | 3:36,950   | 3       | 3:21,890   | 1          | 3:28,205   | 1      | Gold   |
| Max Hoff | K1 5000 m  | -          | -       | -          | -          | 20:01,864  | 1      | Gold   |
| Ronald Rauhe Tom Liebscher                                                                                                 | K2 200 m   | 0:31,645   | 2       | -          | -          | 0:31,983   | 2      | Silber |
| Max Rendschmidt Marcus Groß                                                                                                | K2 1000 m  | 3:13,452   | 1       | -          | -          | 3:12,034   | 2      | Silber |
| Martin Schubert Kostja Stroinski Lukas Reuschenbach Kai Spenner Reserve: Martin Hollstein, Paul Mittelstedt, David Schmude | K4 1000 m  | 2:55,990   | 9       | 2:53,049   | 4          | -          | -      | 10     |
| Stefan Kiraj | C1 200 m   | 0:41,689   | 15      | 0:40,012   | 11         | 0:41,516   | 12     | 12     |
| Sebastian Brendel | C1 1000 m  | 3:54,890   | 1       | -          | -          | 3:50,147   | 1      | Gold   |
| Peter Kretschmer Michael Müller Reserve: Yul Oeltze, Ronald Verch                                                          | C2 1000 m  | 3:38,649   | 6       | -          | -          | 3:34,982   | 3      | Bronze |

## Karate
| Athleten        | Wettbewerb        | Gruppenphase         | Gruppenphase | Halbfinale           | Halbfinale | Kampf um Bronze | Kampf um Bronze | Finale     | Finale   | Rang   |
| Athleten        | Wettbewerb        | Gegner               | Ergebnis     | Gegner               | Ergebnis   | Gegner          | Ergebnis        | Gegner     | Ergebnis | Rang   |
| --------------- | ----------------- | -------------------- | ------------ | -------------------- | ---------- | --------------- | --------------- | ---------- | -------- | ------ |
| Frauen          |                   |                      |              |                      |            |                 |                 |            |          |        |
| Jasmin Bleul    | Kata              | Ədilə Qurbanova      | 5:0          | Sandra Sánchez Jaime | 0:5        | Dilara Bozan    | 0:5             | –          | –        | 4      |
| Jasmin Bleul    | Kata              | Vlatka Kiuk          | 5:0          | Sandra Sánchez Jaime | 0:5        | Dilara Bozan    | 0:5             | –          | –        | 4      |
| Jasmin Bleul    | Kata              | Dilara Bozan         | 1:4          | Sandra Sánchez Jaime | 0:5        | Dilara Bozan    | 0:5             | –          | –        | 4      |
| Duygu Bugur     | Kumite bis 50 kg  | Marija Kulinkowitsch | 0:3          | –                    | –          | –               | –               | –          | –        | 5–8    |
| Duygu Bugur     | Kumite bis 50 kg  | Kateryna Krywa       | 0:1          | –                    | –          | –               | –               | –          | –        | 5–8    |
| Duygu Bugur     | Kumite bis 50 kg  | Alexandra Recchia    | 0:1          | –                    | –          | –               | –               | –          | –        | 5–8    |
| Männer          |                   |                      |              |                      |            |                 |                 |            |          |        |
| Ricardo Giegler | Kumite bis 67 kg  | Danil Domdjoni       | 0:0          | Steven Da Costa      | 2:4        | Niyazi Əliyev   | 1:3             | –          | –        | 4      |
| Ricardo Giegler | Kumite bis 67 kg  | Burak Uygur          | 1:0          | Steven Da Costa      | 2:4        | Niyazi Əliyev   | 1:3             | –          | –        | 4      |
| Ricardo Giegler | Kumite bis 67 kg  | Yves Martial Tadissi | 2:1          | Steven Da Costa      | 2:4        | Niyazi Əliyev   | 1:3             | –          | –        | 4      |
| Noah Bitsch     | Kumite bis 75 kg  | Logan da Costa       | 0:0          | Rəfael Ağayev        | 0:1        | Erman Eltemur   | 0:5             | –          | –        | 4      |
| Noah Bitsch     | Kumite bis 75 kg  | Panagiotis Loizides  | 3:1          | Rəfael Ağayev        | 0:1        | Erman Eltemur   | 0:5             | –          | –        | 4      |
| Noah Bitsch     | Kumite bis 75 kg  | Luigi Busa           | 2:0          | Rəfael Ağayev        | 0:1        | Erman Eltemur   | 0:5             | –          | –        | 4      |
| Jonathan Horne  | Kumite über 84 kg | Moreno Sheppard      | 3:0          | Martin Nestorovski   | 5:0        | –               | –               | Enes Erkan | 1:2      | Silber |
| Jonathan Horne  | Kumite über 84 kg | Filipe Reis          | 6:0          | Martin Nestorovski   | 5:0        | –               | –               | Enes Erkan | 1:2      | Silber |
| Jonathan Horne  | Kumite über 84 kg | Slobodan Bitević     | 3:0          | Martin Nestorovski   | 5:0        | –               | –               | Enes Erkan | 1:2      | Silber |

## Radsport

### BMX
| Athleten       | Wettbewerb | Qualifikation | Qualifikation | Viertelfinale | Viertelfinale | Halbfinale | Halbfinale | Finale | Finale | Rang |
| Athleten       | Wettbewerb | Zeit          | Rang          | Punkte        | Rang          | Punkte     | Rang       | Zeit   | Rang   | Rang |
| -------------- | ---------- | ------------- | ------------- | ------------- | ------------- | ---------- | ---------- | ------ | ------ | ---- |
| Frauen         |            |               |               |               |               |            |            |        |        |      |
| Nadja Pries    | Race       | 38,758 s      | 10            | 21            | 7             | –          | –          | –      | –      |      |
| Männer         |            |               |               |               |               |            |            |        |        |      |
| Luis Brethauer | Race       | 34,413 s      | 16            | 11            | 4             | 7          | 7          | –      | –      |      |
| Julian Schmidt | Race       | 34,484 s      | 17            | 16            | 5             | –          | –          | –      | –      |      |

## Ringen
| Athleten                         | Wettbewerb        | 1. Runde           | 1. Runde | Achtelfinale           | Achtelfinale | Viertelfinale        | Viertelfinale | Halbfinale             | Halbfinale | Hoffnungsrunde Viertelfinale | Hoffnungsrunde Viertelfinale | Hoffnungsrunde Halbfinale | Hoffnungsrunde Halbfinale | Hoffnungsrunde Finale            | Hoffnungsrunde Finale | Finale         | Finale   | Rang   |
| Athleten                         | Wettbewerb        | Gegner             | Ergebnis | Gegner                 | Ergebnis     | Gegner               | Ergebnis      | Gegner                 | Ergebnis   | Gegner                       | Ergebnis                     | Gegner                    | Ergebnis                  | Gegner                           | Ergebnis              | Gegner         | Ergebnis | Rang   |
| -------------------------------- | ----------------- | ------------------ | -------- | ---------------------- | ------------ | -------------------- | ------------- | ---------------------- | ---------- | ---------------------------- | ---------------------------- | ------------------------- | ------------------------- | -------------------------------- | --------------------- | -------------- | -------- | ------ |
| Freistil Frauen                  |                   |                    |          |                        |              |                      |               |                        |            |                              |                              |                           |                           |                                  |                       |                |          |        |
| Jaqueline Schellin               | Klasse bis 48 kg  | –                  | –        | Oleksandra Kohut       | 3:1          | Elira Jankowa        | 1:3           | –                      | –          | –                            | –                            | Eugenia Bustabad García   | 3:1                       | Walentina Islamowa-Brik          | 1:4                   | –              | –        |        |
| Eileen Friedrich                 | Klasse bis 53 kg  | Nadseja Schuschko  | 1:3      | –                      | –            | –                    | –             | –                      | –          | –                            | –                            | –                         | –                         | –                                | –                     | –              | –        |        |
| Laura Mertens                    | Klasse bis 55 kg  | –                  | –        | Sofia Mattsson         | 0:4          | –                    | –             | –                      | –          | –                            | –                            | Tetjana Kit               | 0:4                       | –                                | –                     | –              | –        |        |
| Luisa Niemesch                   | Klasse bis 58 kg  | –                  | –        | Mimi Christowa         | 0:3          | –                    | –             | –                      | –          | –                            | –                            | –                         | –                         | –                                | –                     | –              | –        |        |
| Nadine Weinauge                  | Klasse bis 63 kg  | –                  | –        | Agoro Papavasiliou     | 3:1          | Maryja Mamaschuk     | 0:5           | –                      | –          | –                            | –                            | –                         | –                         | –                                | –                     | –              | –        |        |
| Aline Focken                     | Klasse bis 69 kg  | –                  | –        | Burcu Örskaya Üğdüler  | 3:0          | Fanny Gradin         | 4:1           | Alina Stadnyk-Machynja | 1:3        | –                            | –                            | –                         | –                         | Martina Kuenz                    | 5:0                   | –              | –        | Bronze |
| Maria Selmaier                   | Klasse bis 75 kg  | –                  | –        | –                      | –            | Wassilissa Marsaljuk | 0:5           | –                      | –          | –                            | –                            | –                         | –                         | Maider Unda González de Audicana | 1:3                   | –              | –        |        |
| griechisch-römischer Stil Männer |                   |                    |          |                        |              |                      |               |                        |            |                              |                              |                           |                           |                                  |                       |                |          |        |
| Deniz Menekse                    | Klasse bis 59 kg  | Michal Novák       | 5:0      | Jani Haapamäki         | 4:0          | Saslan Daurau        | 0:4           | –                      | –          | –                            | –                            | Tarik Belmadani           | 0:3                       | –                                | –                     | –              | –        |        |
| Matthias Maasch                  | Klasse bis 66 kg  | Edgaras Venckaitis | 3:1      | Artak Margaryan        | 4:1          | Denys Demjankow      | 0:3           | –                      | –          | –                            | –                            | –                         | –                         | –                                | –                     | –              | –        |        |
| Frank Stäbler                    | Klasse bis 71 kg  | Vojtech Jakus      | 3:0      | Pawel Ljach            | 4:0          | Bálint Korpási       | 1:3           | –                      | –          | –                            | –                            | Zackarias Tallroth        | 4:1                       | Mindia Zulukidse                 | 3:1                   | –              | –        | Bronze |
| Pascal Eisele                    | Klasse bis 75 kg  | –                  | –        | Kasbek Kilou           | 4:0          | Viktor Nemeš         | 1:3           | –                      | –          | –                            | –                            | Christoffer Nilsson       | 3:1                       | Dmytro Pyschkow                  | 1:3                   | –              | –        |        |
| Florian Neumaier                 | Klasse bis 80 kg  | Zoltán Kéri        | 3:0      | Igor Beşleagă          | 3:0          | Viktor Sasunovski    | 1:3           | –                      | –          | –                            | –                            | –                         | –                         | –                                | –                     | –              | –        |        |
| Ramsin Azizsir                   | Klasse bis 85 kg  | –                  | –        | Damian Janikowski      | 3:0          | Dawit Tschakwetadse  | 0:4           | –                      | –          | –                            | –                            | Amer Hrustanovic          | 3:1                       | Nenad Žugaj                      | 3:1                   | –              | –        | Bronze |
| Oliver Hassler                   | Klasse bis 98 kg  | Islam Magomedow    | 0:3      | –                      | –            | –                    | –             | –                      | –          | Ardo Arusaar                 | 1:3                          | –                         | –                         | –                                | –                     | –              | –        |        |
| Eduard Popp                      | Klasse bis 130 kg | Mantas Knystautas  | 3:0      | Iossif Tschuhaschwili  | 0:4          | –                    | –             | –                      | –          | –                            | –                            | –                         | –                         | –                                | –                     | –              | –        |        |
| Freistil Männer                  |                   |                    |          |                        |              |                      |               |                        |            |                              |                              |                           |                           |                                  |                       |                |          |        |
| Marcel Ewald                     | Klasse bis 57 kg  | –                  | –        | Alexandru Chirtoacă    | 3:1          | Uladsislau Andrejeu  | 0:4 1         | Islam Islamaj          | 4:0        | –                            | –                            | –                         | –                         | –                                | –                     | Wiktor Lebedew | 0:3      | Silber |
| Samet Dülger                     | Klasse bis 65 kg  | Mihail Sava        | 1:3      | –                      | –            | –                    | –             | –                      | –          | –                            | –                            | –                         | –                         | –                                | –                     | –              | –        |        |
| Tim Müller                       | Klasse bis 70 kg  | –                  | –        | Evgheni Nedealco       | 1:3          | –                    | –             | –                      | –          | –                            | –                            | –                         | –                         | –                                | –                     | –              | –        |        |
| Georg Harth                      | Klasse bis 74 kg  | –                  | –        | Dschumber Qwelaschwili | 1:3          | –                    | –             | –                      | –          | –                            | –                            | –                         | –                         | –                                | –                     | –              | –        |        |
| Michael Kaufmehl                 | Klasse bis 86 kg  | Dmytro Rotschnjak  | 1:3      | –                      | –            | –                    | –             | –                      | –          | –                            | –                            | –                         | –                         | –                                | –                     | –              | –        |        |
| Georg Seregelyi                  | Klasse bis 97 kg  | Attila Szmik       | 1:3      | –                      | –            | –                    | –             | –                      | –          | –                            | –                            | –                         | –                         | –                                | –                     | –              | –        |        |
| Nick Matuhin                     | Klasse bis 125 kg | –                  | –        | Aljaksej Schamarau     | 1:3          | –                    | –             | –                      | –          | –                            | –                            | Lewan Berianidse          | 1:3                       | –                                | –                     | –              | –        |        |

 1 Nachdem Uladsislau Andrejeu und sein Gegner Wladimer Chintschegaschwili (Georgien) im Halbfinale wegen einer Prügelei disqualifiziert wurden, rückten Ewald und Islam Islamaj ins Halbfinale nach.

## Schießen
| Athleten                       | Klasse  | Wettbewerb                           | Qualifikation   | Qualifikation | Halbfinale      | Halbfinale | Finale                     | Finale |
| Athleten                       | Klasse  | Wettbewerb                           | Ringe/ Scheiben | Rang          | Ringe/ Scheiben | Rang       | Ringe/ Scheiben            | Rang   |
| ------------------------------ | ------- | ------------------------------------ | --------------- | ------------- | --------------- | ---------- | -------------------------- | ------ |
| Frauen                         |         |                                      |                 |               |                 |            |                            |        |
| Stefanie Thurmann              | Pistole | Luftpistole 10 m                     | 383             | 9             | –               | –          | –                          | –      |
| Monika Karsch                  | Pistole | Luftpistole 10 m                     | 382             | 11            | –               | –          | –                          | –      |
| Monika Karsch                  | Pistole | Sportpistole 25 m                    | 579             | 5             | 13              | 4          | 7 : 5 1 Julija Alipawa     | Bronze |
| Munkhbayar Dorjsuren           | Pistole | Sportpistole 25 m                    | 578             | 8             | 11              | 5          | –                          | –      |
| Barbara Engleder               | Gewehr  | Luftgewehr 10 m                      | 416,1           | 3             | –               | –          | 186,0                      | Bronze |
| Lisa Müller                    | Gewehr  | Luftgewehr 10 m                      | 411,3           | 24            | –               | –          | –                          | –      |
| Beate Gauß                     | Gewehr  | Kleinkaliber Dreistellungskampf 50 m | 586             | 2             | –               | –          | 419,6                      | 5      |
| Amelie Kleinmanns              | Gewehr  | Kleinkaliber Dreistellungskampf 50 m | 577             | 12            | –               | –          | –                          | –      |
| Jana Beckmann                  | Flinte  | Trap                                 | 63              | 18            | –               | –          | –                          | –      |
| Katrin Quooß                   | Flinte  | Trap                                 | 70              | 9             | –               | –          | –                          | –      |
| Christine Wenzel               | Flinte  | Skeet                                | 71              | 5             | 13              | 5          | -                          | -      |
| Männer                         |         |                                      |                 |               |                 |            |                            |        |
| Florian Schmidt                | Pistole | Freie Pistole 50 m                   | 560             | 4             | –               | –          | 106,5                      | 6      |
| Oliver Geis                    | Pistole | Schnellfeuerpistole 25 m             | 588             | 1             | –               | –          | 27                         | Bronze |
| Christian Reitz                | Pistole | Schnellfeuerpistole 25 m             | 584             | 3             | –               | –          | 33                         | Gold   |
| Julian Justus                  | Gewehr  | Luftgewehr 10 m                      | 625,0           | 10            | –               | –          | –                          | –      |
| Michael Janker                 | Gewehr  | Luftgewehr 10 m                      | 625,9           | 8             | –               | –          | 101,1                      | 7      |
| Michael Janker                 | Gewehr  | Kleinkaliber Dreistellungskampf 50 m | 1152            | 7             | –               | –          | 425,1                      | 5      |
| Daniel Brodmeier               | Gewehr  | Kleinkaliber Dreistellungskampf 50 m | 1151            | 10            | –               | –          | –                          | –      |
| Daniel Brodmeier               | Gewehr  | Kleinkaliber liegend 50 m            | 610,4           | 27            | –               | –          | –                          | –      |
| Henri Junghänel                | Gewehr  | Kleinkaliber liegend 50 m            | 617,9           | 2             | –               | –          | 208,5                      | Gold   |
| Karsten Bindrich               | Flinte  | Trap                                 | 113             | 29            | –               | –          | –                          | –      |
| Michael Goldbrunner            | Flinte  | Doppeltrap                           | 139             | 7             | –               | –          | –                          | –      |
| Andreas Löw                    | Flinte  | Doppeltrap                           | 141             | 5             | 28              | 3          | 28 : 29 1 Antonino Barilla | 4      |
| Ralf Buchheim                  | Flinte  | Skeet                                | 117             | 23            | –               | –          | –                          | –      |
| Sven Korte                     | Flinte  | Skeet                                | 110             | 29            | –               | –          | –                          | –      |
| Mixed                          |         |                                      |                 |               |                 |            |                            |        |
| Christian Reitz Monika Karsch  | Pistole | Luftpistole 10 m                     | 474             | 8             | 237,7           | 1 (2. HF)  | 5 : 4 1                    | Gold   |
| Michael Janker Lisa Müller     | Gewehr  | Luftgewehr 10 m                      | 517,3           | 9             | –               | –          | –                          | –      |
| Karsten Bindrich Katrin Quooß  | Flinte  | Trap                                 | 85              | 7             | –               | –          | –                          | –      |
| Ralf Buchheim Christine Wenzel | Flinte  | Skeet                                | 93              | 3             | 17              | 3 (1. HF)  | -                          | -      |

 1 K.-o.-Wettkampf

## Taekwondo
| Athleten           | Wettbewerb        | Achtelfinale    | Achtelfinale | Viertelfinale   | Viertelfinale | Hoffnungsrunde Halbfinale | Hoffnungsrunde Halbfinale | Halbfinale    | Halbfinale | Hoffnungsrunde Finale / Bronzekampf | Hoffnungsrunde Finale / Bronzekampf | Finale | Finale   | Rang   |
| Athleten           | Wettbewerb        | Gegner          | Ergebnis     | Gegner          | Ergebnis      | Gegner                    | Ergebnis                  | Gegner        | Ergebnis   | Gegner                              | Ergebnis                            | Gegner | Ergebnis | Rang   |
| ------------------ | ----------------- | --------------- | ------------ | --------------- | ------------- | ------------------------- | ------------------------- | ------------- | ---------- | ----------------------------------- | ----------------------------------- | ------ | -------- | ------ |
| Frauen             |                   |                 |              |                 |               |                           |                           |               |            |                                     |                                     |        |          |        |
| Anna-Lena Frömming | Klasse bis 57 kg  | Edina Kotsis    | 5:11         | –               | –             | –                         | –                         | –             | –          | –                                   | –                                   | –      | –        |        |
| Rabia Gülec        | Klasse bis 67 kg  | Franka Anić     | 3:4          | –               | –             | –                         | –                         | –             | –          | –                                   | –                                   | –      | –        |        |
| Yanna Schneider    | Klasse über 67 kg | Olga Iwanowa    | 4:5          | –               | –             | –                         | –                         | –             | –          | –                                   | –                                   | –      | –        |        |
| Männer             |                   |                 |              |                 |               |                           |                           |               |            |                                     |                                     |        |          |        |
| Levent Tuncat      | Klasse bis 58 kg  | Meisam Rafiei   | 7:3          | Arman Irgalijew | 5:2           | –                         | –                         | Jesús Tortosa | 5:17       | Miloš Gladović                      | 6:1                                 | –      | –        | Bronze |
| Tahir Gülec        | Klasse bis 80 kg  | Roberto Botta   | 2:3          | –               | –             | –                         | –                         | –             | –          | –                                   | –                                   | –      | –        |        |
| Volker Wodzich     | Klasse über 80 kg | Claudiu Roșeanu | 6:7          | –               | –             | –                         | –                         | –             | –          | –                                   | –                                   | –      | –        |        |

## Tischtennis
| Athleten                                    | Wettbewerb | 1. Runde | 1. Runde | 2. Runde          | 2. Runde | Achtelfinale    | Achtelfinale | Viertelfinale | Viertelfinale | Halbfinale     | Halbfinale | Finale/Spiel um Platz 3                      | Finale/Spiel um Platz 3 | Rang |
| Athleten                                    | Wettbewerb | Gegner   | Ergebnis | Gegner            | Ergebnis | Gegner          | Ergebnis     | Gegner        | Ergebnis      | Gegner         | Ergebnis   | Gegner                                       | Ergebnis                | Rang |
| ------------------------------------------- | ---------- | -------- | -------- | ----------------- | -------- | --------------- | ------------ | ------------- | ------------- | -------------- | ---------- | -------------------------------------------- | ----------------------- | ---- |
| Frauen                                      |            |          |          |                   |          |                 |              |               |               |                |            |                                              |                         |      |
| Han Ying                                    | Einzel     | –        | –        | Polina Michailowa | 4:0      | Sofia Polcanova | 4:0          | Li Jie        | 3:4           | –              | –          | –                                            | –                       |      |
| Petrissa Solja                              | Einzel     | –        | –        | Anamaria Erdelji  | 4:2      | Galia Dvorak    | 4:0          | Li Jiao       | 2:4           | –              | –          | –                                            | –                       |      |
| Han Ying, Petrissa Solja, Shan Xiaona       | Mannschaft | –        | –        | –                 | –        | Ungarn          | 3:0          | Russland      | 3:0           | Tschechien     | 3:0        | Niederlande                                  | 3:2                     | Gold |
| Männer                                      |            |          |          |                   |          |                 |              |               |               |                |            |                                              |                         |      |
| Timo Boll 1                                 | Einzel     | –        | –        | –                 | –        | –               | –            | –             | –             | –              | –          | –                                            | –                       | –    |
| Dimitrij Ovtcharov                          | Einzel     | –        | –        | Dmitrij Prokopcov | 4:0      | Adrien Mattenet | 4:0          | Andrej Gaćina | 4:0           | Paul Drinkhall | 4:2        | Uladsimir Samsonau (engl. Vladimir Samsonov) | 4:3                     | Gold |
| Timo Boll, Dimitrij Ovtcharov, Patrick Baum | Mannschaft | –        | –        | –                 | –        | Spanien         | 3:0          | Schweden      | 3:2           | Frankreich     | 2:3        | Österreich                                   | 0:3                     | 4    |

1 wegen Krankheit nach Mannschafts-Achtelfinale nicht weiter angetreten

## Triathlon
| Athleten          | Wettbewerb | Zeit (h) | Rang |
| ----------------- | ---------- | -------- | ---- |
| Frauen            |            |          |      |
| Lisa Sieburger    | Einzel     | 2:07:35  | 23   |
| Männer            |            |          |      |
| Jonas Breinlinger | Einzel     | 1:52:55  | 26   |

## Turnen

### Aerobic
| Athleten                | Wettbewerb | Qualifikation | Qualifikation | Finale | Finale | Rang |
| Athleten                | Wettbewerb | Punkte        | Rang          | Punkte | Rang   | Rang |
| ----------------------- | ---------- | ------------- | ------------- | ------ | ------ | ---- |
| Antje Nowak, Paul Engel | Mixed Paar | 18,250        | 8             | –      | –      | 8    |

### Akrobatik
| Athletinnen                                   | Wettbewerb           | Qualifikation | Qualifikation | Finale | Finale | Rang |
| Athletinnen                                   | Wettbewerb           | Punkte        | Rang          | Punkte | Rang   | Rang |
| --------------------------------------------- | -------------------- | ------------- | ------------- | ------ | ------ | ---- |
| Katharina Bräunlich Laura Jolitz Flora Sochor | Gruppe Mehrkampf     | –             | –             | 77,770 | 9      | 9    |
| Katharina Bräunlich Laura Jolitz Flora Sochor | Gruppe Balance       | 25,530        | 11            | –      | –      | 11   |
| Katharina Bräunlich Laura Jolitz Flora Sochor | Gruppe Dynamik       | 26,230        | 10            | –      | –      | 10   |
| Sophie Brühmann Nikolai Rein                  | Mixed Paar Mehrkampf | –             | –             | 74,830 | 8      | 8    |
| Sophie Brühmann Nikolai Rein                  | Mixed Paar Balance   | 24,420        | 8             | –      | –      | 8    |
| Sophie Brühmann Nikolai Rein                  | Mixed Paar Dynamik   | 25,960        | 8             | –      | –      | 8    |

### Geräteturnen
| Athletinnen     | Wettbewerb           | Sprung | Sprung | Stufenbarren | Stufenbarren | Boden  | Boden | Schwebebalken | Schwebebalken | Gesamt  | Gesamt |
| Athletinnen     | Wettbewerb           | Punkte | Rang   | Punkte       | Rang         | Punkte | Rang  | Punkte        | Rang          | Punkte  | Rang   |
| --------------- | -------------------- | ------ | ------ | ------------ | ------------ | ------ | ----- | ------------- | ------------- | ------- | ------ |
| Frauen          |                      |        |        |              |              |        |       |               |               |         |        |
| Leah Grießer    | Qualifikation        | 13,133 | 56     | 12,566       | 27           | 13,166 | 19    | 11,766        | 49            | 50,631  | 32     |
| Sophie Scheder  | Qualifikation        | 14,033 | 17     | 15,000       | 2            | 13,266 | 16    | 14,133        | 5             | 56,432  | 5      |
| Elisabeth Seitz | Qualifikation        | 14,033 | 14     | 15,000       | 3            | 12,866 | 23    | 11,033        | 64            | 52,932  | 18     |
| Mannschaft      | Mehrkampf Mannschaft | 28,066 | 7      | 30,000       | 2            | 26,432 | 9     | 25,899        | 8             | 110,397 | Silber |
| Sophie Scheder  | Mehrkampf Einzel     | 13,900 | 7      | 13,766       | 5            | 13,033 | 9     | 14,233        | 2             | 54,932  | 4      |
| Sophie Scheder  | Gerätefinals         | –      | –      | 15,200       | Silber       | –      | –     | 13,666        | 4             |         |        |

| Athleten          | Wettbewerb           | Boden  | Boden  | Pauschenpferd | Pauschenpferd | Ringe  | Ringe | Sprung | Sprung | Barren | Barren | Reck   | Reck | Gesamt  | Gesamt |
| Athleten          | Wettbewerb           | Punkte | Rang   | Punkte        | Rang          | Punkte | Rang  | Punkte | Rang   | Punkte | Rang   | Punkte | Rang | Punkte  | Rang   |
| ----------------- | -------------------- | ------ | ------ | ------------- | ------------- | ------ | ----- | ------ | ------ | ------ | ------ | ------ | ---- | ------- | ------ |
| Männer            |                      |        |        |               |               |        |       |        |        |        |        |        |      |         |        |
| Fabian Hambüchen  | Qualifikation        | 15,033 | 6      | 13,300        | 32            | 14,633 | 7     | 14,433 | 18     | 14,400 | 21     | 15,633 | 2    | 87,432  | 4      |
| Sebastian Krimmer | Qualifikation        | 12,366 | 72     | 13,533        | 24            | 11,933 | 71    | 14,233 | 30     | 15,066 | 10     | 14,633 | 12   | 81,764  | 28     |
| Andreas Toba      | Qualifikation        | 12,933 | 64     | 13,933        | 16            | 13,766 | 21    | 14,733 | 10     | 14,266 | 26     | 14,700 | 10   | 84,331  | 14     |
| Mannschaft        | Mannschaft Mehrkampf | 27,966 | 14     | 27,466        | 9             | 28,399 | 5     | 29,166 | 7      | 29,466 | 5      | 30,333 | 1    | 172,796 | 5      |
| Fabian Hambüchen  | Mehrkampf Einzel     | 14,666 | 6      | 13,666        | 12            | 14,366 | 5     | 13,300 | 16     | 14,133 | 13     | 15,500 | 1    | 85,631  | 5      |
| Fabian Hambüchen  | Gerätefinals         | 15,100 | Silber | –             | –             | –      | –     | –      | –      | –      | –      | 15,533 | Gold |         |        |

### Rhythmische Sportgymnastik
| Athletinnen | Wettbewerb      | Qualifikation | Qualifikation | Finale | Finale | Rang |
| Athletinnen | Wettbewerb      | Punkte        | Rang          | Punkte | Rang   | Rang |
| --- | --------------- | ------------- | ------------- | ------ | ------ | ---- |
| Frauen |                 |               |               |        |        |      |
| Anastasija Khmelnytska Daniela Potapova Darja Sajfutdinova Rana Tokmak Sina Tkaltschewitsch (Band) Natalie Hermann (Keulen & Reifen) | Mehrkampf       | –             | –             | 33,050 | 8      | 8    |
| Anastasija Khmelnytska Daniela Potapova Darja Sajfutdinova Rana Tokmak Sina Tkaltschewitsch (Band) Natalie Hermann (Keulen & Reifen) | Band            | 16,950        | 6             | 16,750 | 4      | 4    |
| Anastasija Khmelnytska Daniela Potapova Darja Sajfutdinova Rana Tokmak Sina Tkaltschewitsch (Band) Natalie Hermann (Keulen & Reifen) | Keulen & Reifen | 16,100        | 9             | –      | –      | 9    |

### Trampolin
| Athleten                     | Wettbewerb | Qualifikation | Qualifikation | Finale | Finale | Rang   |
| Athleten                     | Wettbewerb | Punkte        | Rang          | Punkte | Rang   | Rang   |
| ---------------------------- | ---------- | ------------- | ------------- | ------ | ------ | ------ |
| Frauen                       |            |               |               |        |        |        |
| Leonie Adam                  | Einzel     | 97,470        | 10            | –      | –      | 10     |
| Männer                       |            |               |               |        |        |        |
| Martin Gromowski             | Einzel     | 85,040        | 23            | –      | –      | 23     |
| Kyrylo Sonn                  | Einzel     | 59,680        | 26            | –      | –      | 26     |
| Martin Gromowski Kyrylo Sonn | Synchron   | 88,200        | 3             | 48,800 | 3      | Bronze |

## Volleyball
| Wettbewerb    | Frauen | Männer |
| ------------- | --- | --- |
| Athleten      | Mareen Apitz Anja Brandt Maren Brinker Lenka Dürr Jennifer Geerties Saskia Hippe Margareta Kozuch Louisa Lippmann Leonie Schwertmann Wiebke Silge Lena Stigrot Lisa Thomsen Laura Weihenmaier Kathleen Weiß         | Michael Andrei Marcus Böhme Tim Broshog Christian Fromm Björn Höhne Denis Kaliberda Lukas Kampa Sebastian Kühner Matthias Pompe Jochen Schöps Falko Steinke Tom Strohbach Ferdinand Tille Jan Zimmermann |
| Gruppenphase  | Bulgarien 3:2 (25:22, 24:26, 10:25, 28:26, 15:10) Serbien 1:3 (24:26, 25:18, 15:25, 22:25) Niederlande 3:0 (25:13, 25:23, 25:22) Russland 2:3 (26:24, 9:25, 20:25, 25:22, 10:15) Kroatien 3:0 (25:12, 25:22, 25:19) | Russland 1:3 (20:25, 25:20, 23:25, 21:25) Slowakei 3:0 (25:15, 25:18, 25:23) Bulgarien 3:0 (25:20, 25:18, 25:22) Italien 3:0 (25:18, 25:22, 27:25) Belgien 3:0 (25:22, 25:11, 25:21)                     |
| Viertelfinale | Polen 2:3 (23:25, 25:27, 25:18, 25:14, 10:15) | Serbien 3:0 (26:24, 26:24, 25:17) |
| Halbfinale    | ausgeschieden | Russland 3:1 (25:17, 18:25, 25:18, 25:18) |
| Finale        | ausgeschieden | Bulgarien 3:1 (25:16, 25:18, 29:31, 25:19) |
| Platzierung   | 5. | Gold |

## Wassersport

### Schwimmen
Hier fanden Jugendwettbewerbe statt. Bei den Frauen ist das die U17 (Jahrgang 1999) und bei den Männern die U19 (Jahrgang 1997).
| Athleten | Wettbewerb          | Vorlauf     | Vorlauf | Halbfinale  | Halbfinale | Finale       | Finale | Rang   |
| Athleten | Wettbewerb          | Zeit        | Rang    | Zeit        | Rang       | Zeit         | Rang   | Rang   |
| --- | ------------------- | ----------- | ------- | ----------- | ---------- | ------------ | ------ | ------ |
| Frauen |                     |             |         |             |            |              |        |        |
| Jana Augenstein | 50 m Rücken         | 30,45 s     | 25      | -           | -          | -            | -      |        |
| Jana Augenstein | 100 m Rücken        | 1:04,78 min | 14      | 1:04,57 min | 13         | -            | -      |        |
| Jana Augenstein | 200 m Rücken        | 2:19,82 min | 14      | 2:23,09 min | 16         | -            | -      |        |
| Lea Boy | 400 m Freistil      | 4:21,91 min | 14      | -           | -          | -            | -      |        |
| Lea Boy | 800 m Freistil      | -           | -       | -           | -          | 8:56,12 min  | 10     | 10     |
| Lea Boy | 1500 m Freistil     | -           | -       | -           | -          | 17:08,30 min | 8      | 8      |
| Thea Brandauer | 50 m Schmetterling  | 28,29 s     | 21      | -           | -          | -            | -      |        |
| Thea Brandauer | 100 m Schmetterling | 1:03,20 min | 22      | -           | -          | -            | -      |        |
| Thea Brandauer | 200 m Schmetterling | 2:25,37 min | 25      | -           | -          | -            | -      |        |
| Katrin Gottwald | 50 m Freistil       | 26,85 s     | 21      | -           | -          | -            | -      |        |
| Katrin Gottwald | 100 m Freistil      | 56,44 s     | 4       | 57,00 s     | 10         | -            | -      |        |
| Katrin Gottwald | 200 m Freistil      | 2:03,61 min | 7       | 2:02,18 min | 7          | 2:00,64 min  | 4      | 4      |
| Marie Graf | 200 m Brust         | 2:42,20 min | 30      | -           | -          | -            | -      |        |
| Marie Graf | 200 m Lagen         | 2:22,06 min | 15      | -           | -          | -            | -      |        |
| Marie Graf | 400 m Lagen         | 4:56,80 min | 10      | -           | -          | -            | -      |        |
| Laura Kelsch | 50 m Brust          | 32,27 s     | 3       | 31,94 s     | 2          | 31,87 s      | 2      | Silber |
| Laura Kelsch | 100 m Brust         | 1:11,63 min | 10      | 1:11,73 min | 10         | -            | -      |        |
| Leonie Kullmann | 100 m Freistil      | 57,00 s     | 9       | 56,48 s     | 6          | 57,64 s      | 8      | 8      |
| Leonie Kullmann | 200 m Freistil      | 2:04,27 min | 11      | 2:02,36 min | 8          | 1:59,77 min  | 3      | Bronze |
| Leonie Kullmann | 400 m Freistil      | 4:18,40 min | 5       | -           | -          | 4:12,16 min  | 2      | Silber |
| Julia Mrozinski | 200 m Freistil      | 2:07,86 min | 33      | -           | -          | -            | -      |        |
| Julia Mrozinski | 400 m Freistil      | 4:26,14 min | 21      | -           | -          | -            | -      |        |
| Julia Mrozinski | 200 m Schmetterling | 2:13,67 min | 4       | 2:11,58 min | 2          | 2:11,19 min  | 1      | Gold   |
| Julia Mrozinski | 200 m Lagen         | 2:16,51 min | 2       | 2:15,02 min | 2          | 2:16,88 min  | 7      | 7      |
| Lia Neubert | 100 m Freistil      | 57,97 s     | 20      | -           | -          | -            | -      |        |
| Lia Neubert | 200 m Freistil      | 2:04,90 min | 16      | -           | -          | -            | -      |        |
| Lia Neubert | 50 m Rücken         | 30,10 s     | 14      | 30,00 s     | 14         | -            | -      |        |
| Lia Neubert | 100 m Rücken        | 1:04,61 min | 13      | 1:04,42 min | 11         | -            | -      |        |
| Phillis Range | 50 m Brust          | 33,73 s     | 20      | -           | -          | -            | -      |        |
| Phillis Range | 100 m Brust         | 1:13,07 min | 21      | -           | -          | -            | -      |        |
| Phillis Range | Phillis Range       | 2:37,99 min | 20      | -           | -          | -            | -      |        |
| Josephine Tesch | 50 m Freistil       | 26,72 s     | 14      | 26,67 s     | 15         | -            | -      |        |
| Josephine Tesch | 800 m Freistil      | -           | -       | -           | -          | 8:51,73 min  | 7      | 7      |
| Josephine Tesch | 1500 m Freistil     | -           | -       | -           | -          | 16:54,06 min | 4      | 4      |
| Hana van Loock | 50 m Freistil       | 26,90 s     | 23      | -           | -          | -            | -      |        |
| Hana van Loock | 100 m Freistil      | 57,40 s     | 16      | -           | -          | -            | -      |        |
| Hana van Loock | 50 m Rücken         | 30,43 s     | 24      | -           | -          | -            | -      |        |
| Maxine Wolters | 50 m Rücken         | 29,35 s     | 7       | 29,15 s     | 5          | 29,00 s      | 4      | 4      |
| Maxine Wolters | 200 m Rücken        | 2:11,93 min | 1       | 2:13,13 min | 2          | 2:11,38 min  | 2      | Silber |
| Maxine Wolters | 200 m Lagen         | 2:18,03 min | 7       | 2:15,39 min | 4          | 2:13,37 min  | 1      | Gold   |
| Jana Zinnecker | 50 m Freistil       | 26,47 s     | 8       | 26,47 s     | 10         | -            | -      |        |
| Jana Zinnecker | 50 m Schmetterling  | 27,48 s     | 3       | 27,47 s     | 4          | 27,22 s      | 5      | 5      |
| Jana Zinnecker | 100 m Schmetterling | 1:01,24 min | 7       | 1:01,05 min | 7          | 1:00,60 min  | 6      | 6      |
| Jana Zinnecker | 200 m Schmetterling | 2:18,65 min | 13      | 2:16,80 min | 12         | -            | -      |        |
| Katrin Gottwald Josephine Tesch Lia Neubert (Vorlauf) Jana Zinnecker (Vorlauf) Leonie Kullmann (Finale) Maxine Wolters (Finale)                             | 4 × 100 m Freistil  | 3:51,39 min | 4       | -           | -          | 3:46,57 min  | 4      | 4      |
| Katrin Gottwald Leonie Kullmann Josephine Tesch Lia Neubert (Vorlauf) Maxine Wolters (Finale)                                                               | 4 × 200 m Freistil  | 8:15,58 min | 2       | -           | -          | 8:07,75 min  | 4      | 4      |
| Laura Kelsch Maxine Wolters Jana Zinnecker Hana van Loock (Vorlauf) Katrin Gottwald (Finale)                                                                | 4 × 100 m Lagen     | 4:13,93 min | 3       | -           | -          | 4:09,39 min  | 4      | 4      |
| Männer |                     |             |         |             |            |              |        |        |
| Thore Bermel | 400 m Freistil      | 3:55,88 min | 10      | -           | -          | -            | -      |        |
| Thore Bermel | 800 m Freistil      | -           | -       | -           | -          | 8:13,17 min  | 10     | 10     |
| Thore Bermel | 1500 m Freistil     | -           | -       | -           | -          | 15:43,12 min | 9      | 9      |
| Moritz Brandt | 200 m Freistil      | 1:52,30 min | 17      | 1:51,89 min | 11         | -            | -      |        |
| Moritz Brandt | 400 m Freistil      | 3:56,73 min | 16      | -           | -          | -            | -      |        |
| Moritz Brandt | 200 m Schmetterling | 2:01,44 min | 8       | 2:00,78 min | 9          | -            | -      |        |
| Ole Braunschweig | 50 m Rücken         | 26,20 s     | 5       | 26,34 s     | 8          | 26,34 s      | 7      | 7      |
| Ole Braunschweig | 100 m Rücken        | 56,91 s     | 16      | 56,67 s     | 15         | -            | -      |        |
| Ole Braunschweig | 200 m Rücken        | 2:05,40 min | 20      | -           | -          | -            | -      |        |
| Maximilian Forstenhäusler | 100 m Freistil      | 51,59 s     | 30      | -           | -          | -            | -      |        |
| Maximilian Forstenhäusler | 100 m Schmetterling | 56,79 s     | 40      | -           | -          | -            | -      |        |
| Maximilian Forstenhäusler | 200 m Lagen         | 2:07,41 min | 24      | -           | -          | -            | -      |        |
| Paul Hentschel | 400 m Freistil      | 3:55,70 min | 8       | -           | -          | 3:52,43 min  | 1      | Gold   |
| Paul Hentschel | 100 m Schmetterling | 56,29 s     | 31      | -           | -          | -            | -      |        |
| Paul Hentschel | 200 m Lagen         | 2:04,44 min | 11      | 2:04,58 min | 12         | -            | -      |        |
| Paul Hentschel | 400 m Lagen         | 4:24,89 min | 5       | -           | -          | 4:25,24 min  | 6      | 6      |
| Alexander Lohmar | 50 m Freistil       | 23,58 s     | 21      | -           | -          | -            | -      |        |
| Alexander Lohmar | 100 m Freistil      | 51,55 s     | 28      | -           | -          | -            | -      |        |
| Alexander Lohmar | 200 m Freistil      | 1:54,71 min | 35      | -           | -          | -            | -      |        |
| Alexander Lohmar | 50 m Schmetterling  | 25,72 s     | 42      | -           | -          | -            | -      |        |
| Henning Mühlleitner | 200 m Freistil      | 1:52,91 min | 23      | -           | -          | -            | -      |        |
| Henning Mühlleitner | 400 m Freistil      | 3:54,75 min | 1       | -           | -          | 3:54,56 min  | 7      | 7      |
| Henning Mühlleitner | 800 m Freistil      | -           | -       | -           | -          | 8:04,33 min  | 3      | Bronze |
| Henning Mühlleitner | 1500 m Freistil     | -           | -       | -           | -          | 15:32,05 min | 6      | 6      |
| Henning Mühlleitner | 400 m Lagen         | 4:31,73 min | 24      | -           | -          | -            | -      |        |
| Franz Müller | 50 m Rücken         | 26,83 s     | 20      | -           | -          | -            | -      |        |
| Franz Müller | 100 m Rücken        | 58,08 s     | 32      | -           | -          | -            | -      |        |
| Franz Müller | 200 m Rücken        | 2:04,36 min | 16      | 2:04,64 min | 15         | -            | -      |        |
| Tobias Niestroy | 200 m Lagen         | 2:07,98 min | 26      | -           | -          | -            | -      |        |
| Tobias Niestroy | 400 m Lagen         | 4:24,81 min | 4       | -           | -          | 4:25,26 min  | 7      | 7      |
| Nico Perner | 50 m Brust          | 29,57 s     | 28      | -           | -          | -            | -      |        |
| Nico Perner | 100 m Brust         | 1:05,32 min | 33      | -           | -          | -            | -      |        |
| Nico Perner | 200 m Brust         | 2:20,14 min | 23      | -           | -          | -            | -      |        |
| Nico Perner | 200 m Lagen         | 2:07,06 min | 20      | -           | -          | -            | -      |        |
| Leo Schmidt | 50 m Brust          | 29,18 s     | 17      | 29,04 s     | 15         | -            | -      |        |
| Leo Schmidt | 100 m Brust         | 1:03,95 min | 18      | 1:04,10 min | 15         | -            | -      |        |
| Leo Schmidt | 200 m Brust         | 2:20,05 min | 20      | -           | -          | -            | -      |        |
| Paulus Schön | 50 m Freistil       | 24,18 s     | 47      | -           | -          | -            | -      |        |
| Paulus Schön | 50 m Schmetterling  | 25,16 s     | 30      | -           | -          | -            | -      |        |
| Paulus Schön | 100 m Schmetterling | 55,20 s     | 14      | 54,42 s     | 9          | -            | -      |        |
| Paulus Schön | 200 m Schmetterling | 2:05,65 min | 23      | -           | -          | -            | -      |        |
| Johannes Tesch | 50 m Freistil       | 24,06 s     | 43      | -           | -          | -            | -      |        |
| Johannes Tesch | 50 m Schmetterling  | 24,95 s     | 21      | -           | -          | -            | -      |        |
| Johannes Tesch | 100 m Schmetterling | 54,57 s     | 10      | 54,58 s     | 11         | -            | -      |        |
| Johannes Tesch | 200 m Schmetterling | 2:02,31 min | 12      | 2:00,82 min | 10         | -            | -      |        |
| Marek Ulrich | 50 m Freistil       | 23,49 s     | 19      | -           | -          | -            | -      |        |
| Marek Ulrich | 100 m Freistil      | 50,98 s     | 12      | 53,10 s     | 15         | -            | -      |        |
| Marek Ulrich | 50 m Rücken         | 25,80 s     | 3       | 25,73 s     | 2          | 25,44 s      | 2      | Silber |
| Marek Ulrich | 100 m Rücken        | 55,45 s     | 2       | 54,99 s     | 2          | 55,35 s      | 3      | Bronze |
| Moritz Walaschewski | 50 m Rücken         | 27,81 s     | 35      | -           | -          | -            | -      |        |
| Moritz Walaschewski | 100 m Rücken        | 58,51 s     | 35      | -           | -          | -            | -      |        |
| Moritz Walaschewski | 200 m Rücken        | 2:05,72 min | 22      | -           | -          | -            | -      |        |
| Konstantin Walter | 100 m Freistil      | 50,90 s     | 8       | 51,06 s     | 11         | -            | -      |        |
| Konstantin Walter | 200 m Freistil      | 1:52,84 min | 22      | 1:52,02 min | 12         | -            | -      |        |
| Paul Hentschel Alexander Lohmar Konstantin Walter (Vorlauf) Maximilian Forstenhäusler (Vorlauf) Marek Ulrich (Finale)                                       | 4 × 100 m Freistil  | 3:23,59 min | 4       | -           | -          | 3:22,71 min  | 5      | 5      |
| Moritz Brandt Konstantin Walter Thore Bermel (Vorlauf) Alexander Lohmar (Vorlauf) Paul Hentschel (Finale) Henning Mühlleitner (Finale)                      | 4 × 200 m Freistil  | 7:30,09 min | 7       | -           | -          | 7:20,77 min  | 3      | Bronze |
| Leo Schmidt Konstantin Walter Ole Braunschweig (Vorlauf) Paulus Schön (Vorlauf) Johannes Tesch (Finale) Marek Ulrich (Finale)                               | 4 × 100 m Lagen     | 3:46,16 min | 4       | -           | -          | 3:42,56 min  | 5      | 5      |
| Mixed |                     |             |         |             |            |              |        |        |
| Katrin Gottwald Alexander Lohmar Konstantin Walter Hana van Loock (Vorlauf) Leonie Kullmann (Finale)                                                        | 4 × 100 m Freistil  | 3:36,08 min | 1       | -           | -          | 3:33,74 min  | 3      | Bronze |
| Johannes Tesch Laura Kelsch (Vorlauf) Hana van Loock (Vorlauf) Marek Ulrich (Vorlauf) Katrin Gottwald (Finale) Leo Schmidt (Finale) Maxine Wolters (Finale) | 4 × 100 m Lagen     | 3:57,42     | 2       | -           | -          | 3:54,27 min  | 3      | Bronze |

### Synchronschwimmen
Hier fanden Jugendwettbewerbe statt. Im Synchronwettbewerb traten U19 (Jahrgang 1997) Schwimmerinnen an.
| Athletinnen     | Wettbewerb | Qualifikation – Freie Kür | Qualifikation – Freie Kür | Finale – Freie Kür | Finale – Freie Kür | Rang |
| Athletinnen     | Wettbewerb | Punkte                    | Rang                      | Punkte             | Rang               | Rang |
| --------------- | ---------- | ------------------------- | ------------------------- | ------------------ | ------------------ | ---- |
| Frauen          |            |                           |                           |                    |                    |      |
| Michelle Zimmer | Solo       | 144,1031                  | 14                        | –                  | –                  | –    |

### Wasserball
Hier fanden Jugendwettbewerbe statt. Bei den Wasserballteams waren das die U18-Mannschaften (Jahrgang 1998).
| Wettbewerb         | Frauen | Männer |
| ------------------ | --- | --- |
| Athleten           | Nele Baumbach Ira Deike Franziska Dregger Sophia Eggert Victoria Fischer Aylin Fry Nadine Hartwig Lotte Hurrelmann Lynn Krukenberg Leonie Prinz Alena Schmiedel Jamie Verebelyi Meike Weber | Alexander Bayer Philipp Dolff Finn Dörries Dan Hilgendorf Efstratios Manolakis Rafael Nawrat Thilo Popp Daniel Reimer Fynn Schütze Konstantinos Sopiadis Denis Strelezkij Vincent Winkler Filip Zugic |
| Trainer            | Petar Trbojević | Sebastian Berthold |
| Gruppenphase       | Ungarn 4:21 Großbritannien 10:8 Israel 10:1 Griechenland 4:15 Niederlande 4:16 | Ungarn 8:9 Rumänien 10:5 Aserbaidschan 17:7 |
| Platzierungsspiele | Frankreich 10:8 Slowakei 13:11 | Slowakei 13:7 Kroatien 12:18 Russland 9:16 Ungarn 6:15 |
| Halbfinale         | – | – |
| Finale             | – | – |
| Platzierung        | 7. | 8. |

### Wasserspringen
Hier fanden die Junioreneuropameisterschaften der U19 (Jahrgang 1997) statt.
| Athleten                              | Wettbewerb           | Vorkampf | Vorkampf | Finale | Finale | Rang   |
| Athleten                              | Wettbewerb           | Punkte   | Rang     | Punkte | Rang   | Rang   |
| ------------------------------------- | -------------------- | -------- | -------- | ------ | ------ | ------ |
| Frauen                                |                      |          |          |        |        |        |
| Fränze Jahn                           | Turmspringen 10 m    | 341,05   | 7        | 356,70 | 6      | 6      |
| Saskia Oettinghaus                    | Kunstspringen 3 m    | 379,75   | 9        | 418,35 | 3      | Bronze |
| Josefin Schneider                     | Kunstspringen 1 m    | 371,75   | 4        | 384,95 | 5      | 5      |
| Louisa Stawczynski                    | Kunstspringen 1 m    | 370,60   | 5        | 392,20 | 2      | Silber |
| Louisa Stawczynski                    | Kunstspringen 3 m    | 422,90   | 4        | 414,25 | 4      | 4      |
| Elena Wassen                          | Turmspringen 10 m    | 383,00   | 4        | 410,40 | 3      | Bronze |
| Louisa Stawczynski Saskia Oettinghaus | Synchronspringen 3 m | –        | –        | 284,07 | 1      | Gold   |
| Männer                                |                      |          |          |        |        |        |
| Nico Herzog                           | Kunstspringen 1 m    | 464,45   | 6        | 450,10 | 10     | 10     |
| Cao Tri Le Nguyen                     | Kunstspringen 3 m    | 499,25   | 4        | 475,88 | 8      | 8      |
| Cao Tri Le Nguyen                     | Turmspringen 10 m    | 439,30   | 7        | 394,80 | 10     | 10     |
| Carlo Leuchte                         | Kunstspringen 3 m    | 467,65   | 11       | 463,70 | 9      | 9      |
| Frithjof Seidel                       | Kunstspringen 1 m    | 412,50   | 12       | 473,15 | 4      | 4      |
| Frithjof Seidel Nico Herzog           | Synchronspringen 3 m | –        | –        | 284,22 | 2      | Silber |